# Patricia Hitchcock
Pour les articles homonymes, voir Hitchcock (homonymie).

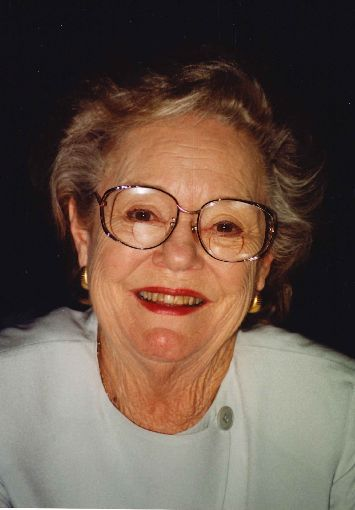
Patricia Hitchcock en 1996.

Patricia Hitchcock, née le 7 juillet 1928 à Londres et morte le 9 août 2021 à Thousand Oaks (Californie), est une actrice britannique.

## Biographie
Patricia Hitchcock est la fille unique d'Alfred Hitchcock et Alma Reville.

### Théâtre
Elle débute à Broadway en 1941-1942, à l'âge de 13 ans, dans le rôle de la « pauvre petite fille riche » de la pièce Solitaire de John Van Druten. La pièce n'est jouée que 23 fois.

### Début avec Hitchcock
Elle commence sa carrière d'actrice en 1950 avec Le Grand Alibi de son père. Elle apparaît la même année dans Moineau de la Tamise, puis joue à nouveau avec son père avec L’Inconnu du Nord-Express, le plus grand rôle de sa carrière.

### Carrière à la télévision
Après la révélation dans L’Inconnu du Nord-Express, Patricia Hitchcock joue dans des séries télévisées comme Suspense, Playhouse et les séries de son père Soupçons et surtout Alfred Hitchcock présente, où elle joue dans 10 épisodes.

### Fin de carrière
Patricia Hitchcock ralentit sa carrière d’actrice. Elle joue un second rôle dans Psychose de son père puis cesse de jouer pendant 15 ans. Elle joue dans les téléfilms Ladies of the Corridor et Six Characters in Search of an Author. Elle joue dans un dernier film en 1978.
Sous le nom de Patricia Hitchcock O’Connell, elle est co-auteure, avec Laurent Bouzereau, d'un livre consacré à sa mère, Alma Reville, Alma Hitchcock: The Woman Behind the Man (Berkley Publishing Group, 2003, non traduit en français). Elle apparaît également, à la même époque, comme intervenante dans divers films documentaires de Laurent Bouzereau accompagnant des éditions DVD des films d'Alfred Hitchcock.

## Filmographie

### Cinéma
- 1950 : Le Moineau de la Tamise (The Mudlark) de Jean Negulesco : la servante
- 1950 : Le Grand Alibi (Stage Fright) d'Alfred Hitchcock : Chubby Bannister
- 1951 : L’Inconnu du Nord-Express (Strangers on a Train) d'Alfred Hitchcock : Barbara Morton
- 1956 : Les Dix Commandements (The Ten Commandments) de Cecil B. DeMille (non créditée)
- 1960 : Psychose (Psycho) d'Alfred Hitchcock : Caroline, la secrétaire
- 1978 : Skateboard (en) de George Gage

### Télévision
- 1952 : Suspense (série), saison 5, épisode 7 (A Time of Innocence)
- 1955 : Front Row Center, saison 1, épisode 8 (Outward Bound)
- 1955-1960 : Alfred Hitchcock présente (Alfred Hitchcock Presents) (10 épisodes, 1955-1960)
  - Into Thin Air (1955) : Diana Winthrop
  - The Older Sister (1956) : Margaret
  - The Belfry (1956) : Ellie Marsh
  - I Killed the Count - Part 1 (1957) : Polly Stephens
  - The Glass Eye (1957) : Saleslady
  - Silent Witness (1957) : Nancy Mason
  - The Crocodile Case (1958) : Aileen
  - The Morning of the Bride (1959) : Pat
  - The Cuckoo Clock (1960) : Dorothy
  - The Schartz-Metterklume Method (1960) : Rose
- 1956 : Le choix de... (Screen Directors Playhouse), saison 1, épisode 30 (White Corridors)
- 1958 : Suspicion (série), saison 1, épisode 36 (The Woman Turned to Salt)
- 1958 : Playhouse 90 (série), saison 2, épisode 33 (Rumors of Evening)
- 1958 : The Life of Riley (série), saison 6, épisode 18 (Movie Struck)
- 1975 : Ladies of the Corridor
- 1976 : Six Characters in Search of an Author